# Francesc Darder i Llimona
Francesc Darder i Llimona   (Barcelona, 2 d'octubre de 1851 - Barcelona, 8 d'abril de 1918) fou veterinari i metge. Va exercir la seva professió complementant-la amb l'afició per la història natural, el col·leccionisme i la taxidèrmia, la qual cosa el va impulsar a obrir una botiga especialitzada en la difusió i pedagogia naturalista.

## Biografia
Fou fill de Jeroni Darder i Feliu (Barcelona, 1804 - 1 de febrer de 1889), veterinari inspector de l'escorxador de Barcelona, i de Carme Llimona i Junoy. Fou germà d'Antoni Darder i Llimona (Barcelona, 1858 - 1917) que investigà sobre la triquina i fou president del Col·legi de Veterinaris de Barcelona. Dirigí les revistes El Zookeryx, El Naturalista i la Revista Universal Ilustrada. Casat amb Joaquima Rodés i Bosch (1852-1937), fou pare de Jeroni i Joan Baptista Darder Rodés (Barcelona, 1887-1944), metge pneumòleg.
Va estudiar el batxillerat a l'Institut de Gràcia després es traslladà a Madrid on estudià a l'Escola Veterinària, on va compatibilitzar els seus estudis amb el servei militar obligatori. El juny de 1873 va obtindré el títol de veterinària de primera classe. Possiblement va ser aleshores quan va començar estudis de medicina en la Facultat de Medicina de Barcelona. Es va casar el 1875 amb Joaquima Rodés i Bosch amb qui va tenir 4 fills: Geroni, Paquita, Pere i Joan Baptista. Va seguir en el negoci familiar fins al 1880, aleshores va obrir un nou establiment al carrer Aldana, anomenat El conejar modelo barcelonés, on es dedicava a la promoció i venda d'articles per a la cria de conills. Cap a finals dels mes de juny de 1876 començà a editar la revista El Zookeryx, una revista setmanal dedicada a l'aprofitament zootècnic dels animals domèstics i a la caça i pesca. A partir de l'octubre de 1878 i fins al 1880 la revista va passar a dir-se Revista Universal Ilustrada.
Creador del Parc Zoològic i del Museu Zootècnic de Barcelona, dels quals fou director, i dels laboratoris d'ictiologia de Barcelona i de Banyoles, on fundà, el 22 d'octubre de 1916, el Museu Darder d'Història Natural. Als últims anys de la seva vida fou catedràtic de zoologia a l'Escola Superior d'Agricultura.
A l'estiu de 1910 és quan Francesc Darder visità Banyoles atret per l'estany, segons explica Joan Vidal en el seu llibre L'Estany de Banyoles publicat el 1925: «Darder per l'amistat que l'unia amb el senyor Lluis Mariano Vidal i per la lectura d'algunes publicacions del senyor Pere Alsius esdevingué en coneixement del nostre bell Estany i de tornada d'una excursió pel Pirineu Català, vingué a Banyoles (...), la presència de l'estany el va entusiasmar, entreveient el profit que d'ell se'n podia treure, exposà els seus plans a les autoritats i persones més significatives de la població tenint molt bona acollida i seguidament es nomenà una Comissió que, posada d'acord amb la Junta de Ciències Naturals de Barcelona, es decidí la repoblació de l'Estany i la celebració de la festa del Pei"». El 26 d'octubre d'aquell mateix any se celebrà la Festa del Peix, que va consistir en una cercavila que va des de l'antic Ajuntament fins a l'Estany, una Exposició de Piscicultura i el llançament de milers de peixos a l'estany. Festa que fou després promocionada arreu de Catalunya. Gràcies a l'èxit d'aquesta iniciativa, l'Ajuntament de Banyoles el feu Fill Adoptiu de la Ciutat.
Francesc Darder feu donació de la seva col·lecció d'animals naturalitzats a la ciutat. L'any 1918 morí a conseqüència d'una mossegada d'una serp, i el seu fill Jeroni fou nomenat nou director del Zoo de Barcelona fins a l'any 1931, que es jubilà.

## Obra[9]
- Hidrofobia : su definición, sinonimia, síntomas, etiología, contagio, tratamiento, anatomía patológica, policía sanitaria y rabia muda. Impr. de Jaime Jepús (1876).
- Utilidad e importancia de la cría, multiplicación, conservación y mejora de los animales domésticos. Fomento de la Producción Nacional. (1877).
- Sexo a voluntad '. Imp. de Henrich y C.ª en comandita, sucesores de N. Ramírez y C.ª. (1893).
- Manual práctico de veterinaria doméstica. Imp. de Henrich y C.ª en comandita, sucesores de N. Ramírez y C.ª.
- Manual práctico para la cría de las ocas : medio fácil de lograr una renta anutal de 3.000 pesetas. Imp. de Henrich y C.ª en comandita, sucesores de N. Ramírez y C.ª.
- El Conejo, la liebre y el lepórido : manual práctico de la cría y multiplicación de dichos roedores, descripción de todas las razas, enfermedades y su tratamiento : manera fácil y segura de hacerse un . Libr. de Francisco Puig (1910).
- Cria industrial de la trucha. Imp. Hijos de D. Casanovas (1913).
- Crónica piscatoria : documentos oficiales, artículos, informaciones, notas técnicas, capturas importantes, noticias útiles, datos estadísticos [...]. Imp. Hijos de D. Casanovas (1913).
- Reproducció de la truita : concells als piscicultors debutants : conferencia [...]. Imp. Hijos de D. Casanovas (1913).
- Piscicultura industrial : conferències donades a Ripoll amb motiu de celebrar-se en dita vila la festa del peix. Impr. Heurich (1915).